# Ghost Key
Ghost Key is een Amerikaanse metalcoreband, afkomstig uit Peoria, Illinois.

## Biografie
De band werd in 2012 opgericht door de goede vrienden zanger Austin O'Brien, gitaristen Chris Bayless en Stephen Wegman, bassist Ryan Murphy, en drummer Andrew Buchanan. Kort hierna brachten zij een split EP met Vanitas en de demo Winter uit, waarna ze veelvuldig toerden, onder andere het podium delend met bands als Beartooth en Silent Planet.
Uiteindelijk tekende de band een contract bij InVogue Records, bij wie ze op 17 februari 2017 hun allereerste studioalbum uitbrachten. If I Don't Make It was een album dat de band volgens  O'Brien haar angsten heeft doen overwinnen. In het najaar toerde de band als voorprogramma door de Verenigde Staten met support van Coldfront.
Op 9 november 2018 bracht de band vervolgens haar tweede album, See This Through, uit, gevolgd door een Noord-Amerikaanse tour ter promotie. In juni en juli van 2019 toerde de band als hoofdprogramma door de Verenigde Staten, met Distinguisher als voorprogramma. Ook waren ze veelvuldig te zien op festivals.

## Bezetting
- Austin O'Brien - zanger
- Chris Bayles - gitaar
- Stephen Wegman - gitaar
- Ryan Murphy - bas
- Andrew Buchanan - drums

## Discografie
Studioalbums
- 2017 - If I Don't Make It
- 2018 - See This Through

Ep's
- 2012 - Vanitas (5) / Ghost Key (Split met Vanitas)
- 2013 - MMXIII-MMXIV

- MusicBrainz: d8f3bdc6-9b7d-452d-8074-5374840f0d51